# 1-й окремий стрілецький батальйон (Україна)
1-й окремий стрілецький батальйон (1 ОСБ) — військове формування, тактичний підрозділ військ територіальної оборони у складі командування Південь 
Батальйон призначений для охорони та оборони об’єктів військової інфраструктури, адмінбудівель обласної та районних державних адміністрацій, служби на блокпостах, для ведення бойових дій у випадку проникнення на територію області незаконних збройних формувань.

## Історія
2 квітня 2016 року у Гайсині за участі керівників району та міста, командування обласного та районного військкоматів, громадськості відбулося урочисте закриття навчальних зборів стрілецького батальйону територіальної оборони Вінницької області. Протягом десяти днів 500 військовозобов’язаних з Вінниччини проходили командно-штабні навчання на полігоні поблизу Гайсина.

## Структура
- управління (штаб) батальйону
- 3 стрілецькі роти
- рота вогневої підтримки
- розвідувальний взвод
- польовий вузол зв'язку
- інженерно-саперний взвод
- взвод матеріального забезпечення
- контрольно-технічний пункт
- медичний пункт
- клуб
- чисельність батальйону 492 особи

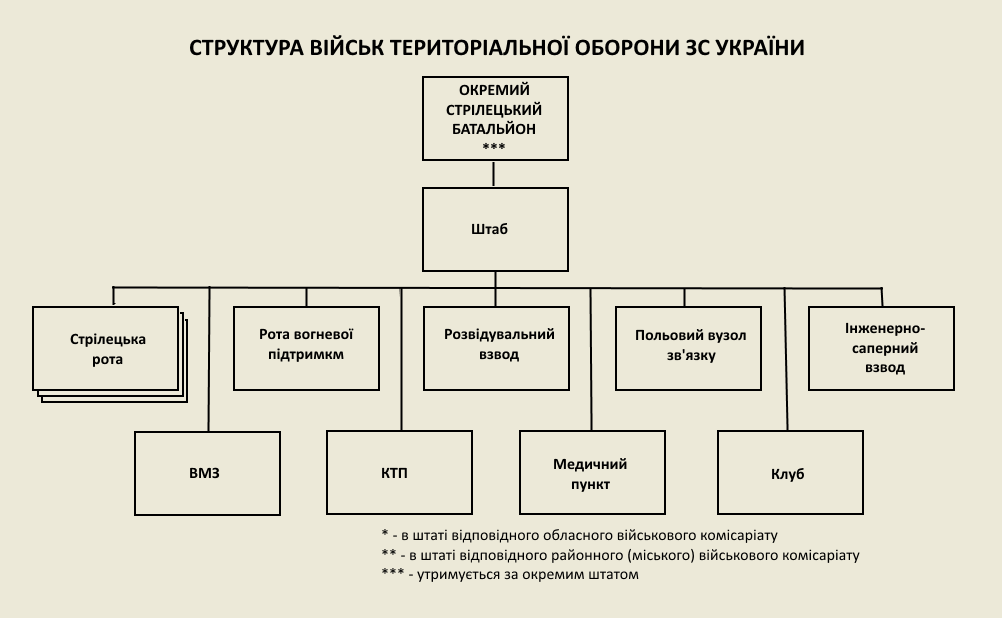
Структура стрілецького батальйону

- озброєння: ЗУ-23-2, 82-мм міномет 2Б9 «Волошка», РПГ-7, АК, ПМ
- техніка: автомобільна

## Командування
- полковник Мельник Володимир Анатолійович (2016)[4]